# Сідар-Гілл (Нью-Мексико)
Сідар-Гілл (англ. Cedar Hill) — переписна місцевість (CDP) в США, в окрузі Сан-Хуан штату Нью-Мексико. Населення — 1130 осіб (2020).

## Географія
Сідар-Гілл розташований за координатами 36°55′47″ пн. ш. 107°53′20″ зх. д. / 36.92972° пн. ш. 107.88889° зх. д. (36.929659, -107.889009).  За даними Бюро перепису населення США в 2010 році переписна місцевість мала площу 14,40 км², з яких 13,86 км² — суходіл та 0,54 км² — водойми.

## Демографія
Згідно з переписом 2010 року, у переписній місцевості мешкало 847 осіб у 335 домогосподарствах у складі 263 родин. Густота населення становила 59 осіб/км².  Було 369 помешкань (26/км²).
Расовий склад населення:
| - 92,7 % — білих - 2,5 % — корінних американців - 0,1 % — чорних або афроамериканців - 0,1 % — азіатів - 3,8 % — осіб інших рас |

До двох чи більше рас належало 0,8 %. Частка іспаномовних становила 9,7 % від усіх жителів.
За віковим діапазоном населення розподілялося таким чином: 22,1 % — особи молодші 18 років, 63,5 % — особи у віці 18—64 років, 14,4 % — особи у віці 65 років та старші. Медіана віку мешканця становила 45,0 року. На 100 осіб жіночої статі у переписній місцевості припадало 112,8 чоловіків;  на 100 жінок у віці від 18 років та старших — 100,6 чоловіків також старших 18 років.
Середній дохід на одне домашнє господарство  становив 77 235 доларів США (медіана — 60 833), а середній дохід на одну сім'ю — 85 262 долари (медіана — 75 682). За межею бідності перебувало 8,4 % осіб, у тому числі 49,2 % дітей у віці до 18 років та 0,0 % осіб у віці 65 років та старших.
Цивільне працевлаштоване населення становило 304 особи. Основні галузі зайнятості: освіта, охорона здоров'я та соціальна допомога — 30,9 %, науковці, спеціалісти, менеджери — 15,5 %, оптова торгівля — 9,9 %, будівництво — 8,9 %.